# パステルカメレオン
パステルカメレオンは、日本のアコースティックギターデュオである。
2006年（平成18年）6月28日にインターネットのメンバー募集サイトにて、兼之郎の書き込みに純平がアプローチ。公園で待ち合わせをし、その日にパステルカメレオンを結成する。パステルカメレオンの意味は当初「パステル」という名前で活動を開始したが、のちに「カメレオン」を付け加える。何色にも染まれる二人でありたいという思いを込められており、全く個性の違う二人が融合し、二人にしか奏でられない世界観を届けるのが特徴のユニットである。
地元のライブハウスや公園を中心に活動を始め、代々木公園、新宿、池袋とストリートライブを行い、翌年、埼玉県大宮駅ストリートで注目される。また「夢来「ゆらい」」、「二人星」とのフォーククィンテットユニット「パドリスタ」を結成し、2012年ストリート甲子園で優勝を果たした。現在は「パステルカメレオン」と「からっぱこ」の混合ユニット「夕焼け小焼けーズ」として2025年現在も精力的に活躍中である。

## メンバー
- 古山 純平(ふるやま じゅんぺい、1987年（昭和62年）4月12日 - )

呼び名はじゅんぺい、ぺいぺい等。
埼玉県さいたま市出身。血液型O型。身長176cm。立ち位置は向かって左。使用楽器はギター・ピアノ。
４歳の頃から自分の意思でピアノを始め、高校入学まで習い続けていた。中学生の時は野球部に所属しており、所属時の際に骨にひびが入るほどの大怪我をしている。
高校野球が好きで、休日の時は甲子園まで観戦する程である。
大学には進学してたが中退している。
普段はコンタクトだが、プライベートや配信の時は黒縁の眼鏡を掛けている。
大のi-phoneユーザーで、新機種が発売されると買いに行く程である。
ユニットでは主に作曲・編曲の方をメインに活動している。
家族構成では妹が一人いる。
夕焼け小焼けーズではジャージは青色で、立ち位置は左から二番目である。イケメン担当。　

- 世古 兼之郎(せこ けんしろう、1985年（昭和60年）6月23日 - )

呼び名はけんしろう、けんしー等。
東京都練馬区出身。血液型AB型。身長177cm。立ち位置は向かって右。使用楽器はギター。
父親は役者で俳優の世古陽丸、三人姉弟の真ん中で、弟もギターサポートとして活動している。
幼少期の頃は父の影響でボーイスカウトに入っており、その影響か昆虫採集が好きである。
学生時代の頃の部活は剣道をやっていた。
趣味は料理で、主にダイエットを目的に始めたが、作っているうちに料理の魅力に取りつかれ、ほぼ毎日自炊をするぐらいになってしまった。
ユニットでは主に作詞をメインに、また一部作曲も制作も行ってたりする。
普段は黒縁の眼鏡を掛けているが、歌う時にたまに外してたりしている。本人曰く視力は0.2程度だという。2022年8月19日にコンタクトデビューを果たした。
夕焼け小焼けーズではジャージは緑色で、立ち位置は一番右端である。ジャージを着用時には「ハンサム」という文字が刻まれている。　

## 経歴
- 2007年7月 - イノセントレコードより1st.Maxi Single『あいたいよ』をリリース。
- 2008年3月 - テレビ朝日系列ストリートファイターズのストリートミュージシャン投票で関東6位、全国11位をマークする。
- 2008年4月 - イノセントレコードより2nd.Maxi Single『ハナムグリ』リリース。伴い、川崎CLUB CITTA'にてライブ。かわさきFMにて「パステルカメレオンの向上日和♪」パーソナリティー開始(第5月、金曜日18:00〜18:30)
- 2008年10月 - ギター雑誌「Go!Go!GUITAR」に記事が記載される。
- 2009年3月、LIVE GATE TOKYO@EBISUにてワンマンライブ開催。動員120名を記録。
- 同年12月、1st Mini Album「季節の流れる中で」リリース。
- 2010年、「PROJECT U PLUS」参戦。
- 2011年2月、1st Full Album「ハジマリノウタ」リリース。オリジナルジャケット版完売。
- 7月、「ストリート甲子園」に大宮Bエリア代表チームとして参戦。"パドリスタ"の誕生。
- 8月、「ストリート甲子園」準優勝。期間中総動員200名以上記録。
- 11月1日、横浜BLITZに"パドリスタ"として出演。
- 11月20日、2nd Mini Album「日々恋々」リリース。
- ララガーデン春日部インストアライブレギュラー出演スタート。
- 2012年9月、ストリート甲子園2012優勝。（※パドリスタとして）
- 2012年9月、ストリート甲子園2012参加アーティスト総勢120組の中から選抜され、ライブ出演。
- 2021年8月21日、3rd. Maxi Single「世界の真ん中」をリリース。